# Francis Silas Marean Chatard
Francis Silas Marean Chatard (Baltimora, 13 dicembre 1834 – Indianapolis, 7 settembre 1918) è stato un vescovo cattolico statunitense.

## Biografia
Monsignor Francis Silas Marean Chatard nacque a Baltimora il 13 dicembre 1834 da Ferdinand E. Chatard ed Eliza Anna Marean. Sia suo padre Ferdinand che il nonno paterno Pierre, erano immigrati da Santo Domingo e lavoravano come medici a Baltimora. Crebbe quindi in una famiglia molto conosciuta.

### Formazione e ministero sacerdotale
Frequentò il Mont Saint Mary's College di Emmitsburg e poi la scuola di medicina della University of Maryland dove conseguì il dottorato in medicina. In seguitò lavorò presso la Baltimore Alms House.
Poco dopo, sentì la chiamata al sacerdozio e nel 1857 cominciò a studiare presso il Pontificio Collegio Urbano De Propaganda Fide a Roma. Il 14 giugno 1862 fu ordinato presbitero e l'anno successivo conseguì il dottorato in teologia. Dopo la sua ordinazione fu vice-rettore del Pontificio collegio americano del Nord di Roma. Nel 1868 fu promosso a rettore. Durante il suo rettorato si tenne il Concilio Vaticano I e poté quindi incontrare molti vescovi americani che soggiornavano nel collegio. Chatard era molto vicino a papa Pio IX.

### Ministero episcopale
Il 26 marzo 1878 papa Leone XIII lo nominò vescovo di Vincennes. Ricevette l'ordinazione episcopale il 12 maggio successivo nella cappella del Pontificio collegio americano del Nord a Roma dal cardinale Alessandro Franchi, segretario di Stato di Sua Santità, coconsacranti il vescovo di Fano Camillo Santori e il vescovo Odoardo Agnelli, presidente della Pontificia accademia ecclesiastica. Prese possesso della diocesi l'11 agosto dello stesso anno ma il 17 dello stesso mese si trasferì a Indianapolis.
Definito "il chierico più studioso d'America", nel 1883 avrebbe dovuto essere promosso alla guida dell'arcidiocesi di Filadelfia. Quella nomina però non avvenne mai per motivi sconosciuti. Tuttavia, monsignor Chatard lasciò comunque il segno sulla Chiesa americana. Si allineò con l'ala più conservatrice, guidata da monsignor Michael Augustine Corrigan e altri. L'ala più progressista era invece guidata dal cardinale James Gibbons.

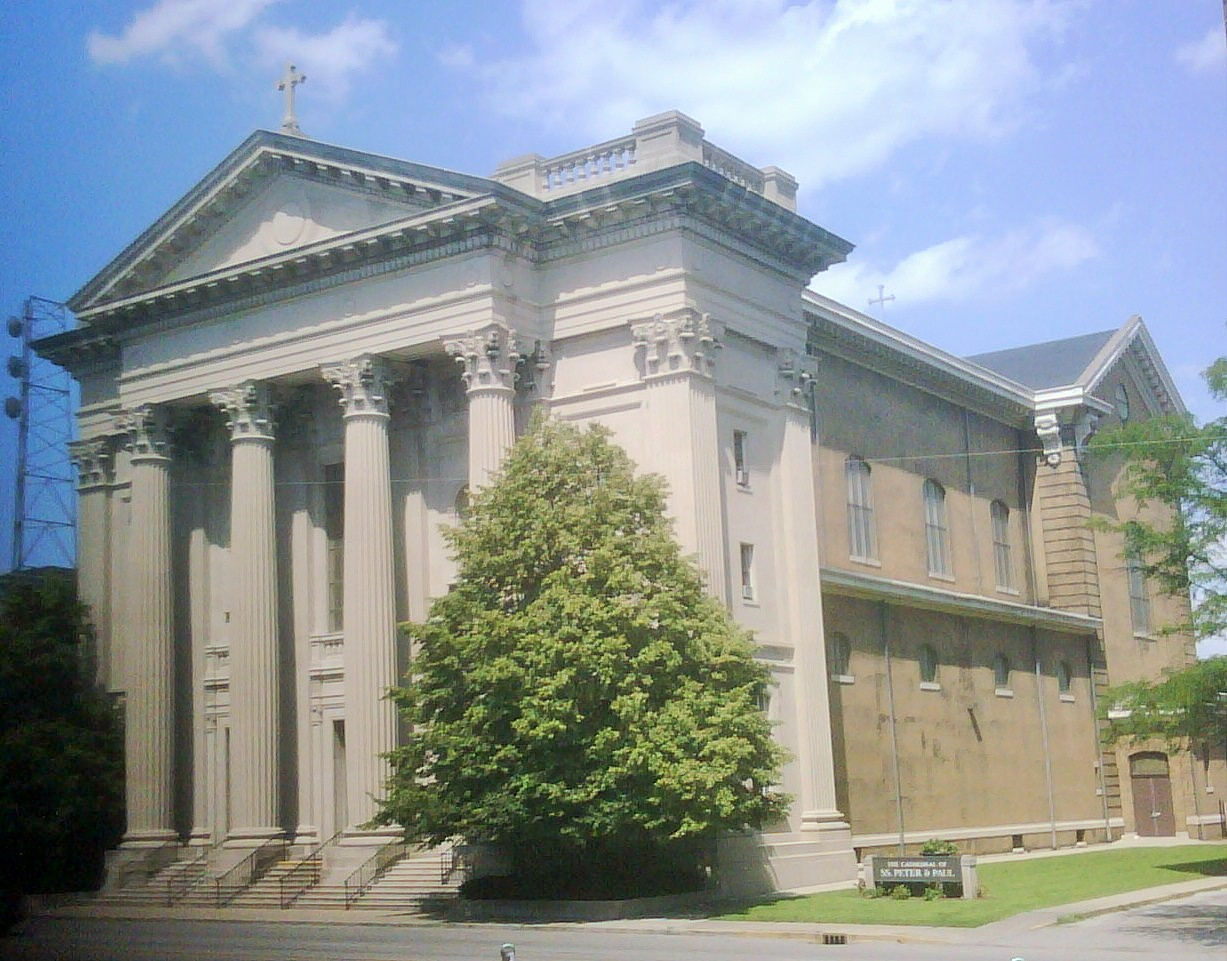
La cattedrale dei San Pietro e Paolo a Indianapolis.

Nel 1898 supervisionò lo spostamento della sede episcopale da Vincennes a Indianapolis. Stabilì la sua sede presso la chiesa di San Giovanni Evangelista che servì come procattedrale della diocesi di Indianapolis dal 1878 al 1906 quando fu consacrata la nuova cattedrale dei San Pietro e Paolo a Indianapolis. Il 28 marzo 1898 divenne quindi vescovo di Indianapolis. Nel gennaio dell'anno successivo fu colpito da un ictus da cui non si riprese mai completamente.
Morì a Indianapolis il 7 settembre 1918 all'età di 83 anni. Fu sepolto nella cripta della cattedrale dei San Pietro e Paolo a Indianapolis. L'8 giugno 1976 i suoi resti furono traslati in un mausoleo nel cimitero del Calvario a Indianapolis.
Monsignor Chatard cambiò enormemente il volto della Chiesa cattolica in Indiana. Durante il suo ministero la popolazione cattolica della diocesi aumentò da 80 000 a 130 000 persone. Nel 1944 la diocesi di Indianapolis venne divisa. La città di Vincennes entrò a far parte della nuova diocesi di Evansville e Indianapolis venne elevata ad arcidiocesi.
Gli è intitolata una scuola superiore di Indianapolis, realizzata negli anni '60.

## Genealogia episcopale e successione apostolica
La genealogia episcopale è:
- Cardinale Scipione Rebiba
- Cardinale Giulio Antonio Santori
- Cardinale Girolamo Bernerio, O.P.
- Arcivescovo Galeazzo Sanvitale
- Cardinale Ludovico Ludovisi
- Cardinale Luigi Caetani
- Cardinale Ulderico Carpegna
- Cardinale Paluzzo Paluzzi Altieri degli Albertoni
- Papa Benedetto XIII
- Papa Benedetto XIV
- Cardinale Enrico Enriquez
- Arcivescovo Manuel Quintano Bonifaz
- Cardinale Buenaventura Córdoba Espinosa de la Cerda
- Cardinale Giuseppe Maria Doria Pamphilj
- Papa Pio VIII
- Papa Pio IX
- Cardinale Alessandro Franchi
- Vescovo Francis Silas Marean Chatard

La successione apostolica è:
- Vescovo Martin Marty, O.S.B. (1880)